# Maxime Lehmann
Pour les articles homonymes, voir Max Lehmann et Lehmann.
Maxime Lehmann, dit Max Lehmann, est un footballeur suisse naturalisé français né le 17 décembre 1906 à Bâle (Suisse) et mort le 24 avril 2009 en Suisse,.

## Biographie
Maxime Lehmann, venu de Suisse, joue au Club français et devient champion de la ligue de Paris en 1929, lorsqu'il est recruté par le dirigeant des usines automobiles Jean-Pierre Peugeot. Ce dernier veut créer une grande équipe à Sochaux. Avec les Francs-Comtois, Maxime Lehmann remporte la Coupe Peugeot en 1931, prélude au championnat professionnel qui débute en France, l'année suivante. Mais l'équipe des vedettes n'a pas tout de suite les résultats escomptés. En 1932, à la demande des dirigeants sochaliens, Lehmann prend la nationalité française afin de résoudre le problème que pose la règle des trois étrangers.
Maxime Lehmann ne gagne le championnat professionnel qu'en 1935, l'année de sa première sélection en équipe de France contre l'Espagne. Il est à nouveau sélectionné en 1936, contre la Belgique. Il remporte ensuite la Coupe de France (1937), et à nouveau le championnat (1938).
Mais, en pleine crise mondiale qui amène le report de la 4e journée du championnat 1938-1939, Maxime Lehmann déserte en Suisse. Il est radié à vie du championnat de France.
En 1947, quelques années après avoir quitté le FC Biennes, il devient directeur d'un garage représentant la marque FIAT à Bâle. Il exerce cette profession jusqu'en 1975, date à laquelle il fait valoir ses droits à la retraite.

## Palmarès
- International français A en 1935 et 1936 (2 sélections)
- Champion de France en 1935 et 1938 avec le FC Sochaux
- Vice-champion de France en 1937 avec le FC Sochaux
- 152 matches et 11 buts marqués en Division 1[8]
- Vainqueur de la coupe de France en 1937 avec le FC Sochaux
- Vainqueur de la Coupe Peugeot (ancêtre du championnat professionnel) en 1931 avec le FC Sochaux
- Champion de Division d'Honneur de la Ligue de Paris en 1929 avec le Club français